# TD Garden
TD Garden ili često nazivana The Garden koja je prije bila poznata kao FleetCenter ili Shawmut Center je dvorana u blizini Bostona, Massachusetts, SAD.
Dom je hokejaškom timu Boston Bruins i košarkaškom timu Boston Celtics.
Izgradnja ove dvorane počela je u svibnju 1993. godine, a otvorena je 30. rujna 1995. Ima 18.624 sjedećih mjesta za košarkašku utakmicu i 17.565 sjedećih mjesta za hokejašku utakmicu. Jedna je od tri dvorane u NBA ligi koja ima parket kao podlogu za igranje.

## Vanjske poveznice
- TD Garden